# 京阪1650型電車
京阪1650型電車（けいはん1650がたでんしゃ）は、かつて京阪電気鉄道（京阪）に在籍した通勤型電車。

## 概要
京阪線における戦後の復興に伴う車両増備は、1700系・1800系 (初代)といった特急形車両で占められていた。通勤輸送に関しては主に戦前製の従来車によって賄われ、戦後間もない時期に新製された運輸省規格型車両である1300系以来、専用の新製車両は用意されなかった。しかし、急増する需要に対して通勤輸送に供する車両の増備が不可欠となったことから、1957年（昭和32年）から翌1958年（昭和33年）にかけて、京阪初の本格的な通勤形電車として以下の順に川崎車輌（現・川崎重工業）とナニワ工機で合計10両が新製された。
- 1957年6月23日竣工：

1654 - 1657
ナニワ工機製
- 1957年7月11日竣工：

1651 - 1653
川崎車輛製
- 1958年12月16日竣工：

1658 - 1660
ナニワ工機製
本形式は当初全車とも制御車として落成し、従来車のうち主電動機出力に余裕のあった1300系の制御電動車1300型と併結して運用する計画であり、1300系の制御車である1600型の増備車との位置付けから1650型の形式称号が与えられた。
本形式の奇数車は京都向き、偶数車は大阪向き先頭車と、車両番号（車番）の末尾奇数・偶数によって車両の向きが異なっていた。これは京阪における制御電動車の車両の向きの基準に準拠したものであり、各種装備と併せて本形式が将来的な電動車化を見越して設計・製造されたことをうかがわせる。
当初は1300系の制御車として運用された本形式であるが、1959年（昭和34年）2両が2000系「スーパーカー」新製に先立つ実用試験車として抜擢された（後述）。その後1961年（昭和36年）に1300系との連結を取り止め、同年に竣功した600系 (2代)の増結T車として組み込まれるようになり、1964年（昭和39年）以降600系 (2代)の630型に全車とも電動車化の上で編入された後、うち6両が1800系 (2代)の制御電動車となるといった流転を重ね、1989年（平成元年）まで運用された。

## 車体

### 構体

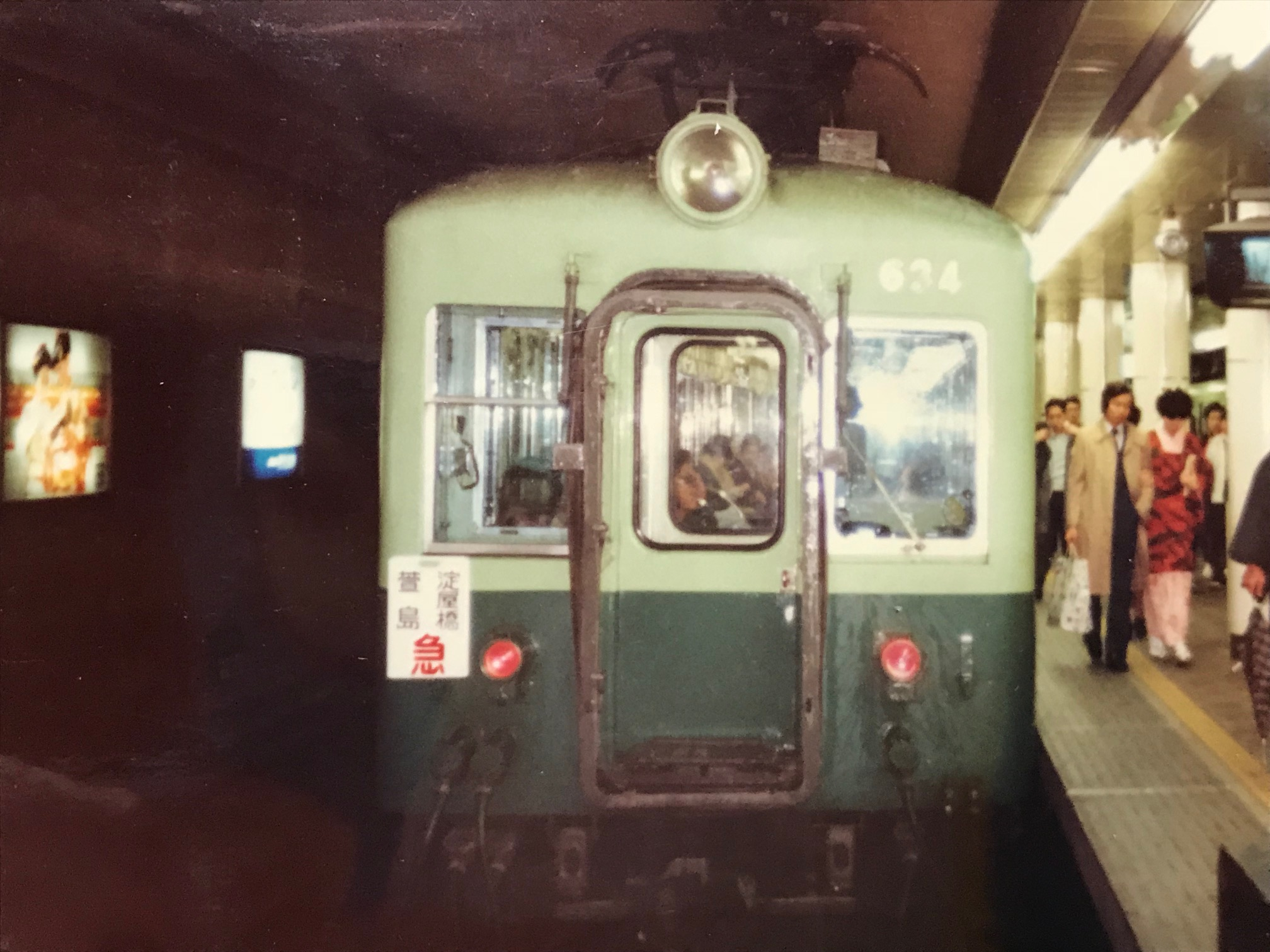
630形に編入後の1650型の車体

全金属製の18m級軽量車体で、京阪初の両開客用扉を採用するなど、同時期に日本国有鉄道（国鉄）ならびに私鉄各社において新製・開発が進みつつあった次世代通勤形電車の流儀が各部に取り入れられている。当時の京阪においては、ばね上装架の駆動装置（カルダン駆動装置）を1800系 (初代)で、空気ばね台車を1810系でそれぞれ採用するなど新機軸を積極的に導入しており、本形式の軽量設計構体・両開客用扉もその一つに含まれる。なお、側面窓下にはウィンドウシルが設置されており、同時期落成の1810系とともに昭和30年代に新製された車両としては非常に珍しい存在であった。
客用扉は1,200mm幅で、従来車の片開客用扉と開口幅そのものは変化はないが、動作速度の向上と扉の引き残り幅減少によって乗降時間の短縮に寄与するものとなった。客用扉窓は扉枠一杯に広げられた大型窓とされ、戸袋部分に設置された650mm幅でHゴムにより支持された戸袋窓とともに採光性と外観における軽快な印象を両立させている。軌道線を除く関西の大手・準大手私鉄および公営交通における戸袋窓を有する両開扉車両は、本形式を除くと大阪市営地下鉄に存在する程度であり、非常に希少な例であった。京阪においても京津線向け高床車各形式を別にすれば、後に新製された両開扉車両各系列においては戸袋窓が省略されたことから、京阪線における戸袋窓を有する両開扉車両は2008年（平成20年）に新製された3000系 (2代)の登場まで本形式が唯一の存在であった。なお、戸袋窓や両開き扉といった本形式で初採用となった設計については京阪電気鉄道の車両課にもその採用に迷いがあったとされ、本形式新造直後に守口車庫を訪れた愛好者に感想を聞いて、その反応を確かめていたことが伝えられている。
窓配置はd1(1)D(1)2・2(1)D(1)2・2(1)D(1)1（d：乗務員扉、D：客用扉、(1)：戸袋窓、各数値は側窓の枚数）で、側窓は800mm幅の二段上昇式で、扉間の側窓については窓2つを1組としたユニット形状が採用された。側窓上隅部はやや強めの曲線を描いており、上段窓窓枠の上辺が常に幕板部に隠れる、つまり側窓の開口部を最大限に活用したガラス窓寸法と共に、1700系以来の仕様を踏襲している。
前面形状は丸妻3枚窓構造で、中央部に貫通扉を備えるという類型的なものであるが、折り返し駅での行先表示板の交換の便を図って車掌台側の窓を開閉可能な2段上昇式とする京阪では標準的な仕様を踏襲したため左右非対称の配置となっており、さらに貫通扉の窓はHゴム支持による1枚固定窓、運転台側の窓はアルミサッシによる1枚固定窓としたため、前面の3枚の窓全ての構造が異なったものとなっている。貫通幌は連結面側にのみ設置され、運転台側は幌固定穴ならびに吊り下げダンパー受け金具が整備されたものの、幌本体は設置されていない。
前照灯は1灯式のものが前面中央の貫通路上部に半埋込式で設置され、標識灯は従前通り取り付け式のものが左右幕板部に1灯ずつ設置された。1800系 (初代)・1810系においては固定編成を組成する車両の連結面は切妻形状とし、増結目的で新製された車両の連結面は片運転台車であっても前面同様に丸妻形状とする区分がなされていた。対応する電動車形式のない本形式については後者の設計方針が踏襲され、連結面の妻面形状も丸妻とされた。また、屋根については前面のみであったが、幕板部分を屋根まで巻き上げた張り上げ屋根構造を250型以来17年ぶりに採用した。屋根断面は中央部をR4,500、両脇をR1,000、肩部をR200の曲線としたやや扁平気味で肩の張った形状で、可能な限り単一曲率とし、しかも連結面を切妻として工作の簡易化を図った600系 (2代)や700系 (2代)と比較して優美な印象を与える造形となっている。
屋根上には押込式の通風器を計12基、屋根部左右に2列配置で設置し、各車の運転台寄りにはパンタグラフ台座ならびにパンタグラフ点検用踏み板（ランボード）が設置された。

### 塗装
車体塗装は腰板部を濃緑色、それより上部を淡緑色とした2色塗り分けを初めて採用した（京阪グリーンも参照）。戦後の京阪においては京阪神急行電鉄からの分離独立に際して採用された青とクリームの2色塗りを経て、当時のパリ・コレクション（フランス）において茶色系の新ファッションが発表されたことに範を取って採用されたライトブラウンとクリームの2色塗りが通勤形車両の標準塗装として一時期普及した。しかし、同塗り分けは新鮮味に欠けると不評であったことに加え、ライトブラウン部分の経年退色が著しかったことから、本形式においては全く異なる塗装が採用されたものであった。濃緑色・淡緑色の2色塗りは特急用車両の塗装である赤・黄色の2色塗りと対比した場合の見栄えの良さなどから本形式のみならず通勤形車両全車に普及し、以降京阪における通勤形車両の標準塗装として50年以上にわたって踏襲された。

### 内装
車内は1800系 (初代)・1810系同様に鉄板張りながら、壁面が国鉄の二等車を意識して淡桃色塗りつぶしとされていた特急用車両系列とは異なる淡緑色塗り潰しとして、外装色と統一したイメージを持たせて特急車との差別化を図った。座席は全てロングシートで、扉間は戸袋窓の約半分程度までかかる程度の長さに抑えて客用扉周辺に立席スペースを確保しつつ、座席奥行を555mmとして特急車並の座席寸法を確保した。
その他、座席モケットは緑色、床面ロンリュームは濃緑色と緑系で統一し、このカラースキームは1981年（昭和56年）に新製された2600系（30番台）に至るまで、約20年にわたって京阪の通勤形車両における標準仕様として継承された。車内照明は通勤形車両としては初めて蛍光灯を採用し、大天井中央部分に40Wの蛍光管を1列配置で14本、2本単位で灯具に収めて設置したほか、車内扇風機設置用台座を落成当初より備える。その他、各車の車内床面には主電動機点検蓋（トラップドア）を設置した。

## 主要機器

### 台車
1651 - 1655がシンドラー式の汽車製造KS-15を、1656 - 1660がアルストムリンク式の住友金属工業FS310をそれぞれ装着する。両者は軸箱周りの設計こそ異なるものの、いずれも枕ばねを振動減衰用オイルダンパ内蔵のコイルばね式とし、ボルスタアンカーを装着したコイルばね台車である。このうち、1656 - 1659の装着するFS310が本形式新造にあたって追加製作された新品であるほかは、いずれも1810系が空気ばね台車へ台車交換を実施した際に発生した余剰品を流用したものである。
これらの台車は第二次世界大戦後の日本で盛んになった高速度台車研究の成果であり、空気ばねの開発によって乗り心地の点で若干見劣りするようになったものの、当時最新の技術を投じて設計された優れた台車であった。
なお、1654・1655は落成当初FS310を装着したが、1658 - 1660の増備に際して1658・1659へ台車を供出し、1810系1811・1812の台車交換に伴って発生したKS-15を新たに装着している。
いずれの台車も車輪径は860mm、軸距は1800系量産車以降京阪標準となった2,100mmである。

### 制動装置
本形式設計当時の京阪電気鉄道で標準的に採用されていた日本エヤーブレーキ（現・ナブテスコ）製A動作弁によるAブレーキ（ACA自動空気ブレーキ）を基本とする。ただし、高性能車である1800系から捻出された台車の基礎ブレーキ装置が各台車に個別にブレーキシリンダーを搭載しブレーキシューを駆動する台車シリンダー式であったため、中継弁（Relay valve）を付加して台車シリンダー方式の基礎ブレーキ装置に対応させたACA-Rブレーキを搭載する。

### その他
本形式は制御車ながら落成当初より電動空気圧縮機（CP）を搭載し、日本エヤーブレーキ製DH-25（吐出量760L/min）を採用した。
連結器は1700系3次車以降特急車で遊間が無く乗り心地の点で有利でしかも軽量な日本製鋼所製軽量密着自動連結器の採用が始まっていたが、連結相手に合わせ、また初年度新造の7両分については1700系1・2次車7編成の運転台側連結器を軽量密着自動連結器へ交換した際に余剰となった柴田式自動連結器があったことからこれを流用し、全車とも柴田式自動連結器を前後に装着する。

## 導入後の変遷
本形式の第一陣となる1651 - 1657は1957年（昭和32年）6月から同年7月にかけて竣功したが、竣功後間もなく準備工事のみであった車内扇風機が新設され、同年7月より特急用車両に先んじてその使用を開始した。
また、本形式は前述のように1300系の制御電動車1300型と2両編成を組成して運用されたが、そのまま併結を行った場合本形式と比較して車内設備に大きな格差が生じることから、本形式と編成された1300型1301・1302・1305 - 1309に対して車体塗装を濃緑色・淡緑色の2色塗りへ変更し、同時に車内壁面を木造ニス塗り仕上げから淡緑色塗り潰しに改めたほか、車内照明の蛍光灯化・扇風機の新設といった近代化改造を施工した。

### 「スーパーカー」先行試験車
昭和30年代以降の高度経済成長に伴って京阪線沿線の開発が急速に進行したが、それと正比例して通勤輸送に対する需要も急激な高まりを見せた。特に沿線のベッドタウン化が著しい枚方市以南における朝夕ラッシュ時の混雑は非常に激しいものとなり、列車運行遅延の常態化という厳しい問題に直面することとなった。当時の京阪における本格的な通勤形車両は本形式以外に存在せず、主力車両は2扉構造の従来車であったことから、混雑時間帯においては旅客の乗降に多くの時間を要することは避け様がなかった。加えてそれらは押し並べて加減速性能とも低劣なものであったことから、特に普通列車運用に充当した場合後続の列車に対して多大な影響を及ぼすなど、遅延の最たる要因となっていた。
このような状況を鑑み、京阪においては通勤輸送に適した3扉構造を採用し、かつ高い加減速性能によって後続列車に与える影響を軽減するのみならず、普通列車自体の運転時分短縮を実現する次世代通勤形高性能車の設計を開始した。次世代通勤形車両は高い加減速性能を備えることに加え、日本国内において前例のない平坦線における停止用回生制動を常用するという省エネルギー性にも配慮した高性能車として計画されたことから、搭載予定の主要機器もまたその多くが前例のない新機軸を採用したものであった。そのため、それら主要機器をいきなり新型車両に搭載するのではなく、既存の車両を用いて実用試験が実施されることとなったが、当時の在籍車両中経年が一番浅く、かつ電動車化を前提とした設計であった本形式が実用試験車両に選ばれ、1959年（昭和34年）2月に中空軸平行カルダン駆動対応のKS-15台車を装着する1651・1652の2両に試作機器を搭載し、電動車化を実施した。

#### 主制御器
磁気増幅器制御型電動カム軸式制御器である東洋電機製造ACRF-M450-750Aを各車に搭載する。制御段数は抵抗制御領域が10段（永久直列制御）、磁気増幅器による界磁制御領域が135段の超多段制御器である。磁気増幅器は分巻界磁コイルと直列でサーボモーターによって駆動される整流子形界磁接触器を用いるもので、界磁電流量と電機子電流量の双方を監視し、界磁の制御を行う。
主幹制御器（マスコン）の1 - 2ノッチまでは主回路の遮断器接続や界磁接触器の所定のポジションへの回転などといった始動シーケンスを行い、実際の力行時の加速制御を行う3 - 10ノッチでカムスイッチによる抵抗制御と磁気増幅器に制御された界磁調整器によって任意の分巻界磁率を選択する界磁制御（弱め界磁制御領域）の組み合わせ制御に移行する。制動時においては力行時とは逆に界磁を強めることにより分巻界磁電流を最大で定格の160パーセントまで増加させて電機子の逆起電力を架線電圧より大きくし、回生制動を作用させる。また、複巻電動機の特性から負荷分担の不平衡、つまり摩耗などによる車輪径の相違や空積の相違など各車間で負荷に相違があると大きな不平衡が生じることから、その不平衡を検出し、自動的に分巻界磁電流量を調整することで各電動機の電機子電流量が等価となるよう制御を行う機構も備えている。このように界磁調整器による分巻界磁制御領域においては、分巻界磁率を変動させることによって力行・惰行・制動の3モードを連続的に移行可能とした電流0A（ゼロアンペア）制御を行い、平坦線における停止用回生制動を実用化すると同時に、定速制御の実現への発展性を示すものとなった。

#### 主電動機
分巻界磁制御による回生制動を行うため、京阪線においては初採用となる補償巻線付複巻電動機を搭載する。
この電動機は制御器と同様に東洋電機製造が設計製作を担当し、TDK-813-Aを呼称した。この電動機はこの時期の高性能車用電動機の通例に漏れず電機子の絶縁が完全B種、界磁絶縁がH種と耐熱性能を引き上げた上で自己通風式としてあり、また電機子巻線は整流子片間電圧やリアクタンス電圧を低く抑制するのに有利な、つまり整流が良好で過電圧耐量が大きく取れるため電気ブレーキを使用するのに有利な重ね巻きが採用されている。さらに、弱め界磁運転などの高回転時に電機子反作用による磁束をキャンセルしリアクタンス電圧を低く抑え脈流を抑える目的で、界磁表面に電機子電流と逆方向に電流を流す補償巻線が付加されている。
本形式ではこのTDK-813-Aを1両当たり4基搭載し、駆動方式は中空軸平行カルダン、一時間定格出力は75kW、歯車比は78:13（6.0）である。回生制動動作時における端子電圧抑制・回生失効防止の観点から定格端子電圧は150Vと低く抑えられ、さらに制御器の項でも述べたように強界磁状態での負荷分担の不平衡の影響を受けやすい複巻電動機を使用することから1両分4基を永久直列接続として低電圧駆動、かつ1両単位での不平衡を抑止する構成とされた。同条件下における全界磁時定格回転数は1,300rpm、定格速度は29.3km/hながら、補償巻線の効果から最弱界磁率は20%まで許容する設計であり、定格電流が電機子側555A、分巻界磁側18Aという大電流特性も相まって、起動加速度4.0km/h/s・最大減速度4.5km/h/sの高加減速性能と平坦線釣合速度120km/hという高速性能を両立させた。

#### 制動装置
回生制動と空気制動をスムーズに連動・同期させる必要性から、HSC-R回生制動併用電磁直通ブレーキが採用された。当時の京阪線においてはカルダン駆動車である最新型の1810系においても従来車との併結運用の都合上、元空気溜管式の自動空気ブレーキを採用しており、京阪における電磁直通ブレーキの初採用例となった。
なお、ブレーキ管（Brake Pipe:BP）、元空気溜管（Main reserver Pipe:MP）、直通管（Straight Air Pipe:SAP）の3系統の空気管引き通しを必要とするHSC-Dブレーキ搭載車であるが、他のHSC系電磁直通ブレーキ搭載車と併結の可能性がなかったことから、故障時の回送などで自動空気ブレーキ搭載の他車と連結される可能性のある前面については従来と同様、BPとMPのみ引き通され、SAPの引き通しは省略されていた。

#### その他
台車は汽車製造KS-15をそのまま装着する。これは同台車が元より1810型1813・1814に装着されていた時代に中空軸平行カルダン駆動方式に対応する電動車用台車であったことから、実用試験車両化に伴う中空軸平行カルダン駆動方式対応の主電動機を装架するに際して大きな改造を要さなかったことによる。その他東洋電機製造PT-42系菱形パンタグラフを各車の運転台寄りに1基搭載したほか、電動発電機（MG）を追加搭載した。
車内設備は概ね変化はないが、従来にない高加減速性能を備えた試作車であることを考慮し、加減速時における乗客の転倒事故防止の観点から、つり革を従前の2列配置から4列配置に倍増させ、客用扉付近には握り棒（スタンションポール）を新設した。

#### 実用試験開始後
1651・1652の改造は1959年（昭和34年）1月より施工され、同年2月16日に竣功して2両固定編成を組成し試験走行が開始された。さらに2月26日より営業運転にも投入され、乗務員のハンドル訓練ならびに乗客への宣伝に用いられた。
次世代通勤形車両こと2000系「スーパーカー」の新製に際して多くのデータを提供した1651-1652は、2000系一次車のうち第一陣が竣功して間もない1959年（昭和34年）9月10日付で電装解除され、パンタグラフを含めた電装品を全て撤去したほか、制動装置は試験車化改造以前のACA-Rとなり、車内設備も元に戻されている。

### 600系（2代）へ編入
当初は1300型と編成された本形式であったが、600型・700型（いずれも初代）の車体更新車である600系 (2代)の増備に伴って、同系列の制御車としても運用されるようになった。また、輸送力増強に伴う編成長大化に対応するため、本形式が編成中間にも組成可能になるよう、運転台側貫通扉部へ貫通幌を装着する工事が1961年（昭和36年）2月以降順次施工され、同時期には側窓下段部分に転落防止用の保護棒が追加された。
1964年（昭和39年）より、600系 (2代)と同一の主要機器を搭載して全車とも制御電動車化され、同時に600系 (2代)の制御電動車630型631 - 640として同系列へ編入・統合された。これは600系 (2代)の種車である600型・700型（いずれも初代）は全車とも制御電動車であったものを、600系 (2代)への更新に際して一部を中間付随車として竣功させたことから、余剰となった主要機器を本形式へ搭載したものであった。
制御電動車化に際しては、装着していた汽車KS-15・住友FS310の各台車を600系 (2代)の付随車650型へ供出、それらの種車である600型・700型（いずれも初代）の住友製鋼所ST-31（メーカー型番はKS31、軸距1,981mm、車輪径864mm）もしくは日本車輌製造（日車）NS84-35（軸距2,130mm、車輪径914mm）を新たに装着した。主電動機は一時間定格出力90kWの東洋電機製造TDK-517/2Dを1両当たり4基、吊り掛け駆動方式で搭載し、歯車比は67:22（3.045）で、600系 (2代)の66:23（2.87）とわずかに異なる。これは台車の車輪径が600系の他の車両が600型（初代）由来のST-Aを装着した関係で860mmとしたのに対し、本形式では700型（初代）由来の914mm径車輪を使用したためである。このように歯車比を調節することで、異なる車輪径の車両で同一仕様の電動機を使用した場合の定格速度や牽引力の相違を誤差範囲に収束できる。実際にも630型と600型、それに680型は全負荷時の定格速度は62km/h、牽引力は2,080kgと共通の値を公称している。
主制御器は電動カム軸式の東洋電機製造ES-155を搭載する。主電動機は内部更新と絶縁強化により定格回転数を705rpmから1,095rpmへ引き上げて原型機の公称値の25パーセント増の1時間定格出力を得られるようにし、また主制御器は界磁接触器追加による弱め界磁ノッチ新設をそれぞれ施工することで、牽引力・定格速度共に大幅な性能向上が図られている。
改造は1964年（昭和39年）1月から順次施工され、同年12月の634（元1654）の竣功をもって本形式は形式消滅した。
1973年（昭和48年）には更なる編成長大化に伴って637 - 640（元1657 - 1660）が運転台を撤去されて中間電動車化され、680型686 - 689と改称・改番されたが、同4両は京阪線の架線電圧1,500V昇圧に伴って1983年（昭和58年）12月4日付で廃車となった。制御電動車のまま残存した631 - 636（元1651 - 1656）については、昇圧に伴う車両代替計画に基いて、1800系 (初代)の主要機器を流用して1800系 (2代)の制御電動車1800型1801 - 1806（いずれも2代）となったのち、1988年（昭和63年）3月と1989年（平成元年）2月の二度にわたって廃車となり、本形式を出自とする車両は全廃となった。
なお、600系 (2代)編入後の詳細については「京阪600系電車 (2代)」を、1800系 (2代)へ改造後の詳細については「京阪1800系電車 (2代)」をそれぞれ参照されたい。